# Shabana Mahmood
Shabana Mahmood (ur. 17 września 1980 w Birmingham) – brytyjska prawniczka, polityczka Partii Pracy. Od lipca 2024 roku minister sprawiedliwości Wielkiej Brytanii, lord kanclerz w rządzie Keira Starmera.

## Życiorys
Jej rodzice pochodzą z pakistańskiej części Kaszmiru. Wychowywała się jednak w dzielnicy Small Heath w Birmingham. W dzieciństwie przez kilka lat mieszkała również w mieście At-Ta’if w Arabii Saudyjskiej, gdzie ojciec pracował jako inżynier przy odsalaniu wody morskiej. Zaległości w nauce spowodowane różnicami programowymi miały wpływ na niezdanie przez nią egzaminu „Eleven-plus” po powrocie do Birmingham. Uczęszczała do Small Heath School, a po zdaniu egzaminów GCSE do King Edward VI Camp Hill School for Girls. Wykształcenie akademickie zdobyła studiując prawo na Uniwersytecie Oksfordzkim w Lincoln College, gdzie w 2002 roku obroniła z wyróżnieniem licencjat. Po studiach pracowała jako adwokatka. Shabana Mahmood po raz pierwszy została wybrana do Izby Gmin w wyborach parlamentarnych w 2010 roku. Jest jedną z dwóch pierwszych w historii posłanek muzułmanek azjatyckiego pochodzenia wybranych do Izby Gmin (wraz z Yasmin Qureshi). Po przegranych przez labourzystów wyborach, w latach 2010–2015 pełniła funkcję minister ds. uniwersytetów w gabinecie cieni, następnie była rzeczniczką prasową Ministerstwa Skarbu w gabinecie cieni Eda Milibanda. W 2015 roku krótko pełniła funkcję Głównego Sekretarza Skarbu w gabinecie cieni. Zrezygnowała po nieporozumieniach z Jeremym Corbynem (była w Partii Pracy stronniczką Owena Smitha). Po wyborach w 2019 była wiceprzewodniczącą grup parlamentarnych ds. Bangladeszu i Igrzysk Wspólnoty Narodów. W 2021 roku dołączyła do gabinetu cieni Keira Starmera jako krajowa koordynatorka kampanii Partii Pracy, zasiadała w Krajowym Komitecie Wykonawczym Partii Pracy. Od początku obecności w parlamencie jest wybierana z okręgu Birmingham Ladywood.

### Życie prywatne
Niezamężna, do dziś mieszka z rodzicami. Ma brata bliźniaka. Na wybór przez nią zawodu i zaangażowanie polityczne, jak sama wskazuje, miał wpływ głównie ojciec – Ahmed Mahmood. Po powrocie z Arabii Saudyjskiej ojciec kupił narożny sklep spożywczy, którego prowadzenie powierzył matce, sam zaś nadal pracował jako inżynier. Sklep stał się szybko popularnym miejscem spotkań społeczności muzułmańskiej z dzielnicy Small Heath. Ojciec zaangażował się również w lokalną politykę – został członkiem Partii Pracy, a później przewodniczącym okręgu wyborczego w Birmingham.